# 日本のバイパス道路一覧
日本のバイパス道路一覧（にほんのバイパスどうろいちらん）は、日本の一般国道に対するバイパス道路の一覧である。
| 001 | 002 | 003 | 004 | 005 | 006 | 007 | 008 | 009 | 010 | 011 | 012 | 013 | 014 | 015 | 016 | 017 | 018 | 019 | 020 |
| 021 | 022 | 023 | 024 | 025 | 026 | 027 | 028 | 029 | 030 | 031 | 032 | 033 | 034 | 035 | 036 | 037 | 038 | 039 | 040 |
| 041 | 042 | 043 | 044 | 045 | 046 | 047 | 048 | 049 | 050 | 051 | 052 | 053 | 054 | 055 | 056 | 057 | 058 |     |     |

| 101 | 102 | 103 | 104 | 105 | 106 | 107 | 108 |     |     |     | 112 | 113 | 114 | 115 | 116 | 117 | 118 | 119 | 120 |
| 121 | 122 | 123 | 124 | 125 | 126 | 127 | 128 | 129 | 130 | 131 | 132 | 133 | 134 | 135 | 136 | 137 | 138 | 139 | 140 |
| 141 | 142 | 143 | 144 | 145 | 146 | 147 | 148 | 149 | 150 | 151 | 152 | 153 | 154 | 155 | 156 | 157 | 158 | 159 | 160 |
| 161 | 162 | 163 | 164 | 165 | 166 | 167 | 168 | 169 | 170 | 171 | 172 | 173 | 174 | 175 | 176 | 177 | 178 | 179 | 180 |
| 181 | 182 | 183 | 184 | 185 | 186 | 187 | 188 | 189 | 190 | 191 | 192 | 193 | 194 | 195 | 196 | 197 | 198 | 199 | 200 |

| 201 | 202 | 203 | 204 | 205 | 206 | 207 | 208 | 209 | 210 | 211 | 212 | 213 |     |     |     | 217 | 218 | 219 | 220 |
| 221 | 222 | 223 | 224 | 225 | 226 | 227 | 228 | 229 | 230 | 231 | 232 | 233 | 234 | 235 | 236 | 237 | 238 | 239 | 240 |
| 241 | 242 | 243 | 244 | 245 | 246 | 247 | 248 | 249 | 250 | 251 | 252 | 253 | 254 | 255 | 256 | 257 | 258 | 259 | 260 |
| 261 | 262 | 263 | 264 | 265 | 266 | 267 | 268 | 269 | 270 | 271 | 272 | 273 | 274 | 275 | 276 | 277 | 278 | 279 | 280 |
| 281 | 282 | 283 | 284 | 285 | 286 | 287 | 288 | 289 | 290 | 291 | 292 | 293 | 294 | 295 | 296 | 297 | 298 | 299 | 300 |

| 301 | 302 | 303 | 304 | 305 | 306 | 307 | 308 | 309 | 310 | 311 | 312 | 313 | 314 | 315 | 316 | 317 | 318 | 319 | 320 |
| 321 | 322 | 323 | 324 | 325 | 326 | 327 | 328 | 329 | 330 | 331 | 332 | 333 | 334 | 335 | 336 | 337 | 338 | 339 | 340 |
| 341 | 342 | 343 | 344 | 345 | 346 | 347 | 348 | 349 | 350 | 351 | 352 | 353 | 354 | 355 | 356 | 357 | 358 | 359 | 360 |
| 361 | 362 | 363 | 364 | 365 | 366 | 367 | 368 | 369 | 370 | 371 | 372 | 373 | 374 | 375 | 376 | 377 | 378 | 379 | 380 |
| 381 | 382 | 383 | 384 | 385 | 386 | 387 | 388 | 389 | 390 | 391 | 392 | 393 | 394 | 395 | 396 | 397 | 398 | 399 | 400 |

| 401 | 402 | 403 | 404 | 405 | 406 | 407 | 408 | 409 | 410 | 411 | 412 | 413 | 414 | 415 | 416 | 417 | 418 | 419 | 420 |
| 421 | 422 | 423 | 424 | 425 | 426 | 427 | 428 | 429 | 430 | 431 | 432 | 433 | 434 | 435 | 436 | 437 | 438 | 439 | 440 |
| 441 | 442 | 443 | 444 | 445 | 446 | 447 | 448 | 449 | 450 | 451 | 452 | 453 | 454 | 455 | 456 | 457 | 458 | 459 | 460 |
| 461 | 462 | 463 | 464 | 465 | 466 | 467 | 468 | 469 | 470 | 471 | 472 | 473 | 474 | 475 | 476 | 477 | 478 | 479 | 480 |
| 481 | 482 | 483 | 484 | 485 | 486 | 487 | 488 | 489 | 490 | 491 | 492 | 493 | 494 | 495 | 496 | 497 | 498 | 499 | 500 |
| 501 | 502 | 503 | 504 | 505 | 506 | 507 |     |     |     |     |     |     |     |     |     |     |     |     |     |

## 一般国道（1 - 58）

### 国道1号
- E83 横浜新道（神奈川県）
- 戸塚道路（神奈川県）
- 藤沢バイパス（神奈川県）
- C4 / E84 新湘南バイパス（神奈川県）（一部国道468号重複）
- E84 西湘バイパス（神奈川県）
- 小田原箱根道路（神奈川県）
- 箱根新道（神奈川県）
- 笹原山中バイパス（静岡県）
- 三ツ谷バイパス（静岡県）
- 塚原バイパス（静岡県）
- E70 伊豆縦貫自動車道
  - 東駿河湾環状道路（静岡県）（部分開通）
- 三島バイパス（静岡県）
- 沼津バイパス（静岡県）
- 富士由比バイパス（静岡県）
- 静清バイパス（静岡県）
- 岡部バイパス（静岡県）
- 藤枝バイパス（静岡県）
- 島田金谷バイパス（静岡県）
- 日坂バイパス（静岡県）
- 掛川バイパス（静岡県）
- 袋井バイパス（静岡県）
- 磐田バイパス（静岡県）
- 浜松バイパス（静岡県）
- 浜名バイパス（静岡県）
- 潮見バイパス（静岡県 - 愛知県）
- 北勢バイパス（三重県）
- 亀山バイパス（三重県）
- 関バイパス（三重県）
- 鈴鹿峠バイパス（三重県 - 滋賀県）
- 水口道路（滋賀県）
- 栗東水口道路（滋賀県）
- 京滋バイパス（滋賀県 - 京都府）
- 五条バイパス（京都府）
- E89 第二京阪道路（京都府 - 大阪府）
- 枚方バイパス（大阪府）
- 寝屋川バイパス（大阪府）

### 国道2号
- 浜手バイパス（兵庫県）
- E93 第二神明道路（兵庫県）
- 神戸西バイパス（兵庫県）
- 加古川バイパス（兵庫県）
- 姫路バイパス（兵庫県）
- 太子竜野バイパス（兵庫県）
- 相生有年道路（兵庫県）
- 岡山バイパス（岡山県）
- 玉島バイパス（岡山県）
- 玉島笠岡道路（岡山県）
- 笠岡バイパス（岡山県）
- 福山道路（岡山県 - 広島県）
- 赤坂バイパス（広島県）
- 松永バイパス（広島県）
- 尾道バイパス（広島県）
- 木原道路（広島県）
- 三原バイパス（広島県）
- 田万里バイパス（広島県）
- 西条バイパス（広島県）
- 安芸バイパス（広島県）（事業中）
- 東広島バイパス（広島県）（事業中）
- 広島南道路（広島県）
- 新広島バイパス（広島県）
- 西広島バイパス（広島県）（一部事業中）
- 広島岩国道路（E2 山陽自動車道に並行）（広島県）
- 岩国大竹道路（広島県 - 山口県）（事業中）
- 花岡バイパス（山口県）
- 周南バイパス（山口県）
- 防府バイパス（山口県）
- 小郡道路（山口県）
- 厚狭・埴生バイパス（山口県）
- 小月バイパス（山口県）

### 国道3号
- 戸畑バイパス（福岡県）
- 黒崎バイパス（福岡県）（一部事業中）
- 遠賀バイパス（福岡県）
- 岡垣バイパス（福岡県）
- 宗像バイパス（福岡県）
- 香椎バイパス（福岡県）
- 博多バイパス（福岡県）
- 福岡南バイパス（福岡県）
- 筑紫野バイパス（福岡県）
- 鳥栖久留米道路（佐賀県 - 福岡県）（事業中）
- 広川八女バイパス（福岡県）（事業中）
- 植木バイパス（熊本県）
- 熊本環状道路（熊本県）
  - 熊本北バイパス
- 清水バイパス（熊本県）
- 川尻バイパス（熊本県）
- 宇土バイパス（熊本県）
- 松橋バイパス（熊本県）
- 隈之城バイパス（鹿児島県）
- 市来バイパス（鹿児島県）
- 鹿児島バイパス（鹿児島県）
- 鹿児島東西幹線道路（鹿児島県）
  - 鹿児島東西道路
- E3A 南九州西回り自動車道（熊本県 - 鹿児島県）
  - 八代日奈久道路 - 日奈久芦北道路 - 芦北出水道路 - 出水阿久根道路 - 阿久根道路 - 川内隈之城道路 - 川内道路 - 鹿児島道路

### 国道4号
- 草加バイパス（埼玉県）
- 東埼玉道路（埼玉県）
- 新4号国道（埼玉県 - 栃木県）
  - 越谷春日部バイパス（埼玉県）
  - 春日部古河バイパス（埼玉県 - 茨城県）
  - 古河小山バイパス（茨城県 - 栃木県）
  - 小山石橋バイパス（栃木県）
  - 石橋宇都宮バイパス（栃木県）
- 宇都宮バイパス（栃木県）
- 氏家矢板バイパス（栃木県）
- 西那須野道路（栃木県）（事業中）
- 黒磯バイパス（栃木県）
- 須賀川バイパス(福島県)
- あさか野バイパス（福島県）
- 二本松バイパス（福島県）
- 福島南バイパス（福島県）
- 北町バイパス（福島県）
- 白石バイパス（宮城県）
- 大河原バイパス（宮城県）
- 柴田バイパス（宮城県）
- 岩沼バイパス（宮城県）
- 仙台バイパス（宮城県）
- 富谷バイパス（宮城県）
- 三本木バイパス（宮城県）
- 古川バイパス（宮城県）
- 高清水バイパス（宮城県）
- 築館バイパス（宮城県）（事業中）
- 金成バイパス（宮城県）
- 有壁バイパス（宮城県）
- 一関バイパス（岩手県）
- 平泉バイパス（岩手県）
- 前沢バイパス（岩手県）
- 水沢バイパス（岩手県）
- 水沢東バイパス（岩手県）
- 金ケ崎バイパス（岩手県）
- 北上バイパス（岩手県）
- 花巻東バイパス（岩手県）
- 石鳥谷バイパス（岩手県）
- 日詰バイパス（岩手県）
- 盛岡バイパス（岩手県）
- 分レバイパス（岩手県）
- 渋民バイパス（岩手県）
- 岩手川口バイパス（岩手県）
- 沼宮内バイパス（岩手県）
- 小鳥谷バイパス（岩手県）
- 一戸バイパス（岩手県）
- 二戸バイパス（岩手県）
- 金田一バイパス（岩手県）
- 青岩バイパス（岩手県 - 青森県）
- 三戸バイパス（青森県）
- 五戸バイパス（青森県）
- 十和田バイパス（青森県）
- 七戸バイパス（青森県）
- 野辺地バイパス（青森県）
- 土屋バイパス（青森県）
- 青森東バイパス（青森県）

### 国道5号
- E5 函館新道（北海道）
- 森バイパス（北海道）
- 八雲バイパス（北海道）
- 長万部バイパス（北海道）
- 長橋バイパス（北海道）
- 札幌新道（北海道）

### 国道6号
- 金町バイパス（東京都 - 千葉県）
- 松戸バイパス（千葉県）
- 取手バイパス（茨城県）
- 藤代バイパス（茨城県）
- 牛久土浦バイパス（茨城県）
- 土浦バイパス（茨城県）
- 千代田石岡バイパス（茨城県）
- 石岡バイパス（茨城県）
- 奥谷バイパス（茨城県）
- 水戸バイパス（茨城県）
- 日立南バイパス（茨城県）
- 日立バイパス（茨城県）
- 小木津バイパス（茨城県）
- 常磐バイパス（福島県）
- 久之浜バイパス（福島県）
- 相馬バイパス（福島県）
- 亘理バイパス（宮城県）
- 岩沼バイパス（宮城県）
- E6 仙台東部道路（宮城県）

### 国道7号
- 柳都大橋（新潟県）
- 栗ノ木バイパス（新潟県）
- 新潟バイパス（新潟県）
- 新新バイパス（新潟県）
- 新発田バイパス（新潟県）
- 中条黒川バイパス（新潟県）
- 村上バイパス（新潟県）
- 鵜渡路バイパス（新潟県）
- E7 朝日温海道路（新潟県 - 山形県）
- 鼠ヶ関バイパス（山形県）
- 鶴岡バイパス（山形県）
- 三川バイパス（山形県）
- 酒田バイパス（山形県）
- 吹浦バイパス（山形県）
- E7 遊佐象潟道路（山形県 - 秋田県）
- 小砂川バイパス（秋田県）
- E7 象潟仁賀保道路（秋田県）
- 金浦バイパス（秋田県）
- E7 仁賀保本荘道路（秋田県）
- 松ヶ崎バイパス（秋田県）
- 秋田南バイパス（秋田県）
- 秋田北バイパス（秋田県）
- E7 秋田外環状道路（秋田県）
- 昭和飯田川バイパス（秋田県）
- E7 琴丘能代道路（秋田県）
- 能代バイパス（秋田県）
- 二ツ井バイパス（秋田県）
- E7 鷹巣大館道路（秋田県）（事業中）
- E7 大館西道路（秋田県）
- 浪岡バイパス（青森県）
- 弘前バイパス（青森県）
- 青森西バイパス（青森県）
- 青森環状道路（青森県）

### 国道8号
- 栗ノ木バイパス（新潟県）
- 新潟バイパス（新潟県）
- 白根バイパス（新潟県）
- 三条バイパス（新潟県）
- 見附バイパス（新潟県）
- 長岡東バイパス（新潟県）
- 長岡バイパス（新潟県）
- 柏崎バイパス（新潟県）（一部開通）
- 直江津バイパス（新潟県）
- 糸魚川東バイパス（新潟県）（一部開通）
- 糸魚川バイパス（新潟県）
- 入善黒部バイパス（富山県）
- 魚津バイパス（富山県）
- 魚津滑川バイパス（富山県）
- 滑川富山バイパス（富山県）
- 富山高岡バイパス（富山県）
- 小矢部バイパス（富山県）
- 俱利伽羅バイパス（石川県）
- 津幡北バイパス（石川県）
- 津幡バイパス（石川県）
- 金沢バイパス（石川県）
- 金沢西バイパス（石川県）
- 小松バイパス（石川県）
- 牛ノ谷道路（石川県 - 福井県）（未開通）
- 福井バイパス（福井県）
- 赤萩局部改良（福井県）
- 敦賀防災（福井県）（未開通）
- 敦賀バイパス（福井県）
- 塩津バイパス（滋賀県）
- 長浜バイパス（滋賀県）
- 米原バイパス（滋賀県）（一部開通）
- 野洲栗東バイパス（滋賀県）（未開通）

### 国道9号
- 八鹿バイパス（兵庫県）
- 蒲生バイパス（兵庫県-鳥取県）
- 駟馳山バイパス（鳥取県）
- 鳥取バイパス（鳥取県）
- 北条バイパス（鳥取県）
- 米子道路（鳥取県）
- E9 松江道路（島根県）
- 出雲バイパス（島根県）
- E9 江津道路（島根県）
- 浜田道路（島根県）
- E9 山口バイパス（山口県）

### 国道10号
- 曽根バイパス（福岡県）
- 行橋バイパス（福岡県）
- 椎田道路（福岡県）
- 豊前バイパス（福岡県）
- 中津バイパス（大分県）
- 宇佐道路（大分県）
- 宇佐別府道路（大分県）
- 日出バイパス（大分県）
- 大分南バイパス（大分県）
- 延岡道路（宮崎県）
- 延岡バイパス（宮崎県）
- 延岡南道路（宮崎県）
- 日向バイパス（宮崎県）
- 都農バイパス（宮崎県）
- 川南バイパス（宮崎県）
- 高鍋バイパス（宮崎県）
- 新富バイパス（宮崎県）
- 佐土原バイパス（宮崎県）
- 宮崎北バイパス（宮崎県）
- 宮崎西バイパス（宮崎県）
- 高岡バイパス（宮崎県）
- 高城バイパス (宮崎県)
- 都城道路（宮崎県）（一部未開通）
- 亀割バイパス（鹿児島県）
- 隼人道路（鹿児島県）
- 加治木バイパス（鹿児島県）
- 姶良バイパス（鹿児島県）
- 鹿児島北バイパス（鹿児島県）

### 国道11号
- 吉野川バイパス（徳島県）
- 大内白鳥バイパス（香川県）
- 高松東道路（高松自動車道）（香川県）
- 高松北バイパス（香川県）
- 高松南バイパス（香川県）
- 坂出丸亀バイパス（香川県）
- 川之江三島バイパス（愛媛県）
- 新居浜バイパス（愛媛県）
- 西条市バイパス（愛媛県）
- 小松バイパス（愛媛県）
- 重信道路（愛媛県）
- 松山東道路（愛媛県）

### 国道12号
- 岩見沢バイパス（北海道）
- 滝川バイパス（北海道）
- 旭川新道（北海道）

### 国道13号
- 福島西道路（福島県）
- 栗子道路（福島県）
- 米沢バイパス（山形県）
- E13米沢南陽道路（山形県）
- 南陽バイパス（山形県）
- 上山バイパス（山形県）
- 山形バイパス（山形県）
- 山形北バイパス（山形県）
- 尾花沢バイパス（山形県）
- E13尾花沢新庄道路（山形県）
- E13主寝坂道路（山形県）
- E13横堀道路（秋田県）
- E13湯沢横手道路（秋田県）
- 十文字バイパス（秋田県）
- 横手バイパス（秋田県）
- 大曲バイパス（秋田県）
- 神宮寺バイパス（秋田県）
- 刈和野バイパス（秋田県）

### 国道14号
- E14 京葉道路（東京都 - 千葉県）

### 国道16号
- E16 横浜横須賀道路（神奈川県）
- E16 横浜新道（神奈川県）
- 保土ヶ谷バイパス（神奈川県）
- 大和バイパス（神奈川県）
- 八王子バイパス（東京都）
- 瑞穂バイパス（東京都）
- 武蔵バイパス（埼玉県）
- 川越バイパス（埼玉県）
- 西大宮バイパス（埼玉県）
- 新大宮バイパス（埼玉県）
- 東大宮バイパス（埼玉県）
- 岩槻春日部バイパス（埼玉県）
- 春日部野田バイパス（埼玉県 - 千葉県）
- 千葉柏道路（千葉県）
- E14 京葉道路（千葉県）
- 千葉バイパス（千葉県）
- 長浦木更津バイパス（千葉県）

### 国道17号
- 新大宮バイパス（東京都 - 埼玉県）
- 大宮バイパス（埼玉県）
- 上尾道路（埼玉県）（事業中）
- 熊谷バイパス（埼玉県）
- 上武道路（埼玉県 - 群馬県）
- 深谷バイパス（埼玉県）
- 本庄道路（埼玉県）（事業中）
- 新町バイパス（群馬県）
- 倉賀野バイパス（群馬県）
- 高崎バイパス（群馬県）
- 高崎前橋バイパス（群馬県）
- 前橋渋川バイパス（群馬県）（事業中）
- 渋川バイパス（群馬県）
- 鯉沢バイパス（群馬県）
- 綾戸バイパス（群馬県）（事業中）
- 沼田バイパス（群馬県）
- 月夜野バイパス（群馬県）
- 六日町バイパス（新潟県）（一部開通）
- 浦佐バイパス（新潟県）
- 小千谷バイパス（新潟県）
- 長岡東バイパス（新潟県）
- 見附バイパス（新潟県）
- 白根バイパス（新潟県）
- 新潟バイパス（新潟県）
- 栗ノ木バイパス（新潟県）

### 国道18号
- 豊岡バイパス（群馬県）
- 高崎安中拡幅（群馬県）
- 安中バイパス（群馬県）
- 松井田バイパス（群馬県）
- 碓氷バイパス（群馬県 - 長野県）
- 軽井沢バイパス（長野県）
- 小諸バイパス（長野県）
- 上田バイパス（長野県）
- 上田篠ノ井バイパス（長野県）
  - 上田坂城バイパス
  - 坂城更埴バイパス（事業中）
- 篠ノ井バイパス（長野県）
- 長野バイパス（長野県）
- 長野東バイパス（長野県）（事業中）
- 野尻バイパス（長野県）
- 妙高野尻バイパス（長野県 - 新潟県）
- 上新バイパス（新潟県）

### 国道19号
- 春日井バイパス（愛知県）
- 内津バイパス（愛知県・岐阜県）
- 多治見バイパス（岐阜県）
- 土岐バイパス（岐阜県）
- 瑞浪バイパス（岐阜県）
- 恵那バイパス（岐阜県）
- 中津川バイパス（岐阜県）
- 上松バイパス（長野県）
- 木曽福島バイパス（長野県）
- 松本バイパス（長野県）
- 長野南バイパス（長野県）

### 国道20号
- 烏山バイパス（東京都）
- 調布バイパス（東京都）
- 府中バイパス（東京都）
- 日野バイパス（東京都）
- 八王子南バイパス（東京都）
- 大月バイパス（山梨県）
- 勝沼バイパス（山梨県）
- 甲府バイパス（山梨県）
- 新山梨環状道路（山梨県）
- 双葉バイパス（山梨県）
- 坂室バイパス（長野県）
- 諏訪バイパス（長野県）
- 下諏訪岡谷バイパス（長野県）
- 塩尻バイパス（長野県）

### 国道21号
- 可児御嵩バイパス（岐阜県）
- 坂祝バイパス（岐阜県）
- 鵜沼バイパス（岐阜県）
- 那加バイパス（岐阜県）
- 岐大バイパス（岐阜県）
- 関ヶ原バイパス（岐阜県）

### 国道22号
- 名岐バイパス（愛知県 - 岐阜県）

### 国道23号
- 名豊道路（豊橋東バイパス - 豊橋バイパス - 蒲郡バイパス - 岡崎バイパス - 知立バイパス）（愛知県）
- 名四国道（愛知県 - 三重県）
- 中勢バイパス（三重県）
- 南勢バイパス（三重県）

### 国道24号
- E24 京奈和自動車道（京都府 - 和歌山県）
- 大久保バイパス（京都府）
- 奈良バイパス（奈良県）
- 橿原バイパス（奈良県）
- 大和高田バイパス（奈良県）
- 岩出バイパス（和歌山県）
- 和歌山バイパス（和歌山県）

### 国道25号
- E25 名阪国道（三重県 - 奈良県）
- いかるがパークウェイ（奈良県）（事業中）
- 王寺バイパス（奈良県）

### 国道26号
- E92 第二阪和国道（大阪府 - 和歌山県）
  - 和歌山岬道路（大阪府 - 和歌山県）
  - 和歌山北バイパス（和歌山県）

### 国道27号
- 金山バイパス（福井県）
- 美浜東バイパス（福井県）
- 和知バイパス（京都府）
- 下山バイパス（京都府）

### 国道28号
- E28 神戸淡路鳴門自動車道（兵庫県 - 徳島県）
- 洲本バイパス（兵庫県）

### 国道29号
- 姫路西バイパス（兵庫県）
- 姫路北バイパス（兵庫県）
- 津ノ井バイパス（鳥取県）
- 鳥取南バイパス（鳥取県）

### 国道30号
- E30 瀬戸中央自動車道（岡山県 - 香川県）

### 国道31号
- E31 広島呉道路（広島県）

### 国道32号
- 円座バイパス（香川県）
- 綾南・綾歌・満濃バイパス（香川県）
- 猪ノ鼻道路（香川県）
- 高知東道路（高知県）
- 南国バイパス（高知県）

### 国道33号
- 越知道路（高知県）
- 三坂道路（愛媛県）

### 国道34号
- 佐賀バイパス（佐賀県）
- 江北バイパス（佐賀県）
- 武雄バイパス（佐賀県）
- 諫早北バイパス（長崎県）
- E96 長崎バイパス（長崎県）
- 日見バイパス（長崎県）

### 国道35号
- 山内バイパス（佐賀県）
- 早岐バイパス（長崎県）
- 日宇バイパス（長崎県）

### 国道36号
- 恵庭バイパス（北海道）
- 白老バイパス（北海道）
- 幌別バイパス（北海道）
- 室蘭新道（北海道）

### 国道37号
- 白鳥新道（北海道）

### 国道38号
- 赤平バイパス（北海道）
- 芦別バイパス（北海道）
- 浦幌バイパス（北海道）
- 釧路新道（北海道）
- E38 釧路外環状道路（一部国道44号）（北海道）

### 国道39号
- 美幌バイパス（北海道）

### 国道40号
- 名寄バイパス（北海道）
- 音中道路（北海道）（未開通）
- 幌富バイパス（北海道）
- 豊富バイパス（北海道）

### 国道41号
- 名濃バイパス（愛知県 - 岐阜県）
- 美濃加茂バイパス（岐阜県）
- 高山バイパス（岐阜県）
- 高山国府バイパス（岐阜県）
- 飛騨古川バイパス（岐阜県）
- 古川バイパス（岐阜県）

### 国道42号
- 松阪多気バイパス（三重県）
- 熊野尾鷲道路（三重県）
- 熊野道路（三重県）
- 大泊バイパス（三重県）
- 紀宝バイパス（三重県）
- 新宮紀宝道路（三重県 - 和歌山県）
- 那智勝浦新宮道路（和歌山県）
- 串本太地道路（和歌山県）
- すさみ串本道路（和歌山県）
- 日置川道路（和歌山県）
- 田辺バイパス（和歌山県）
- 田辺西バイパス（和歌山県）
- 由良バイパス（和歌山県）
- 有田バイパス（和歌山県）
- 有田海南道路（和歌山県）
- 冷水拡幅（和歌山県）

### 国道44号
- 旭バイパス（北海道）
- E44 釧路外環状道路（北海道）

### 国道45号
- 仙塩道路（E45 三陸沿岸道路）（宮城県）
- 矢本石巻道路（E45 三陸沿岸道路）（宮城県）
- 高城バイパス（宮城県）
- 川の上バイパス（宮城県）
- 気仙沼バイパス（宮城県）
- 陸前高田バイパス（岩手県）
- 大船渡バイパス（岩手県）
- 盛バイパス（岩手県）
- 大船渡三陸道路（E45 三陸沿岸道路）（岩手県）
- 釜石バイパス（岩手県）
- 大槌バイパス（岩手県）
- 山田道路（E45 三陸沿岸道路）（岩手県）
- 宮古北バイパス（岩手県）
- 岩泉道路（E45 三陸北縦貫道路）（岩手県）
- 普代道路（E45 三陸北縦貫道路）（岩手県）
- 久慈バイパス（岩手県）
- E45 八戸久慈自動車道（青森県 - 岩手県）
  - 久慈道路（岩手県）
- 種市バイパス（岩手県）
- 階上バイパス（青森県）
- 八戸バイパス（青森県）
  - 八戸北バイパス（青森県）
- 六戸バイパス（青森県）

### 国道46号
- 盛岡西バイパス（岩手県）
- 大釜バイパス（岩手県）
- 稲荷前バイパス（岩手県）
- 雫石バイパス（岩手県）
- 橋場バイパス（岩手県）
- 仙岩道路（岩手県 - 秋田県）
- 生保内バイパス（秋田県）
- 田沢湖バイパス（秋田県）
- 角館バイパス（秋田県）

### 国道47号
- 仙台北部道路（宮城県）
- 岩出山バイパス（宮城県）
- 川渡バイパス（宮城県）
- 亀割バイパス（山形県）
- 新庄酒田道路#新庄南バイパス（山形県）
- 余目バイパス（山形県）

### 国道48号
- 仙台西道路（宮城県）
- 愛子バイパス（宮城県）

### 国道49号
- 平バイパス（福島県）
- いわき水石トンネル（福島県）
- いわき三和トンネル（福島県）
- 熱海バイパス（福島県）
- 金曲バイパス（福島県）
- 滝沢バイパス（福島県）
- 塔寺バイパス（福島県）
- 坂本バイパス（福島県）
- 西会津バイパス（福島県）
- 津川バイパス（新潟県）
- 阿賀野バイパス（新潟県）
- 横雲バイパス（新潟県）
- 亀田バイパス（新潟県）
- 栗ノ木バイパス（新潟県）

### 国道50号
- 前橋笠懸道路（群馬県）
- 桐生バイパス（群馬県）
- 足利バイパス（栃木県）
- 佐野バイパス（栃木県）
- 岩舟小山バイパス（栃木県）
- 小山 - 結城拡幅（栃木県 - 茨城県）
- 結城バイパス（茨城県）
- 下館バイパス（茨城県）
- 岩瀬バイパス（茨城県）
- 笠間バイパス（茨城県）
- 内原バイパス（茨城県）
- 水戸バイパス（茨城県）

### 国道51号
- 北千葉バイパス（千葉県）
- 酒々井バイパス（千葉県）
- 佐原バイパス（千葉県）
- 東バイパス（茨城県）
- 牛堀バイパス（茨城県）
- 潮来バイパス（茨城県）（未開通）
- 鹿嶋バイパス（茨城県）
- 夏海バイパス（茨城県）
- 大洗バイパス（茨城県）

### 国道52号
- 西島バイパス（山梨県）
- 身延バイパス（山梨県）
- 南部バイパス（山梨県）
- 甲西道路（山梨県）

### 国道53号
- 岡山北バイパス（岡山県）

### 国道54号
- 祇園新道（広島県）
- 佐東バイパス（広島県）
- 可部バイパス（広島県）
- 上根バイパス（広島県）

### 国道55号
- 徳島南バイパス（徳島県）
- 阿南道路（徳島県）（一部開通）
- 日和佐道路（徳島県）（一部開通）
- 牟岐バイパス（徳島県）（未開通）
- 南国バイパス（高知県）
- 南国安芸道路（高知県）（未開通）（E55 高知東部自動車道）
- 高知南国道路（高知県）（未開通）（E55 高知東部自動車道）

### 国道56号
- 大洲道路（E56 四国横断自動車道に並行）（愛媛県）
- 宇和島道路（E56 四国横断自動車道に並行）（愛媛県）
- 須崎道路（E56 四国横断自動車道に並行）（高知県）
- 中村宿毛道路（E56 四国横断自動車道に並行）（高知県）

### 国道57号
- 犬飼バイパス（大分県）
- 中九州横断道路（大分県 - 熊本県）
- 大津バイパス（熊本県）
- 菊陽バイパス（熊本県）
- 熊本東バイパス（熊本県）
- 川尻バイパス（熊本県）
- 熊本天草幹線道路（熊本県）
- 諫早バイパス（長崎県）

### 国道58号
- 本茶バイパス（鹿児島県）
- 和光バイパス（鹿児島県）
- 朝戸バイパス（鹿児島県）
- 和瀬バイパス（鹿児島県）
- 三太郎バイパス（鹿児島県）
- 網野子バイパス（鹿児島県）（建設中）
- 地頭峠バイパス（鹿児島県）
- 伊差川バイパス（沖縄県）
- 名護バイパス（沖縄県）
- 名護東道路（沖縄県）
- 恩納バイパス（沖縄県）
- 恩納南バイパス（沖縄県）
- 読谷道路（沖縄県）
- 嘉手納バイパス（沖縄県）
- 宜野湾バイパス（沖縄県）
- 浦添北道路（沖縄県）
- 那覇西道路（沖縄県）

## 一般国道（101 - 200）

### 国道101号
- 津軽自動車道（青森県）
- 五所川原西バイパス（青森県）

### 国道103号
- 葛原バイパス（秋田県）
- 大館南バイパス（秋田県）

### 国道105号
- 大曲西道路（秋田県）

### 国道108号
- 鬼首道路（宮城県 - 秋田県）

### 国道112号
- 月山道路（山形県）（東北横断自動車道酒田線に並行）

### 国道113号
- 乙バイパス（新潟県）
- 荒川道路（新潟県）
- 鷹ノ巣道路（新潟県）
- 小国道路（山形県）
- 赤湯バイパス（山形県）
- 二井宿道路（山形県 - 宮城県）

### 国道115号
- 相馬南バイパス（福島県）
- 福島西バイパス（福島県）
- 荒井バイパス（福島県）
- 土湯バイパス（福島県）

### 国道116号
- 西山バイパス（新潟県）
- 出雲崎バイパス（新潟県）
- 和島バイパス（新潟県）
- 吉田バイパス（新潟県）
- 巻バイパス（新潟県）
- 新潟西バイパス（新潟県）
- 学校町ミニバイパス

### 国道118号
- 那珂大宮バイパス（茨城県）
- 袋田バイパス（茨城県）
- 棚倉バイパス（福島県）
- 若松西バイパス（福島県）

### 国道119号
- 日光宇都宮道路（栃木県）
- 宇都宮北道路（栃木県）
- 宇都宮環状北道路（豊郷バイパス）（栃木県）

### 国道120号
- 日光宇都宮道路（栃木県）
- 清滝バイパス（栃木県）
- 椎坂バイパス（群馬県）

### 国道121号
- 舘山バイパス（山形県）
- 大峠道路（山形県 - 福島県）
- 小沼崎バイパス（福島県）
- 湯野上バイパス（福島県）
- 龍王峡ライン（栃木県）
- さつきロード（宇都宮鹿沼道路）（栃木県）
- 宇都宮環状道路（栃木県）
- 瑞穂野バイパス（栃木県）

### 国道122号
- 足尾バイパス（栃木県）
- 太田バイパス（群馬県）
- 八重笠道路（群馬県）
- 館林明和バイパス（群馬県）
- 騎西菖蒲バイパス（埼玉県）
- 蓮田岩槻バイパス（埼玉県）

### 国道123号
- 茂木バイパス（栃木県）
- 水橋バイパス（栃木県）
- 桂常北バイパス（茨城県）

### 国道125号
- 阿見美浦バイパス(茨城県)
- 土浦新治バイパス(茨城県)
- つくばバイパス(茨城県)
- 加須羽生バイパス（埼玉県）
- 行田バイパス（埼玉県）
- 栗橋大利根バイパス（埼玉県）

### 国道126号
- 銚子連絡道路（千葉県）
- 千葉東金道路（千葉県）
- 飯岡バイパス（千葉県）
- 東金バイパス（千葉県）

### 国道127号
- 館山バイパス（千葉県）
- 富津館山道路（千葉県）

### 国道128号
- 鴨川バイパス（千葉県）
- 天津バイパス（千葉県）
- 勝浦有料道路（千葉県）（無料開放）

### 国道135号
- 東伊豆道路（静岡県）
- 宇佐美-網代バイパス（静岡県）
- 真鶴道路（神奈川県）

### 国道136号
- 西伊豆バイパス（静岡県）
- 伊豆縦貫自動車道
  - 天城北道路（静岡県）（部分開通）
  - 修善寺道路（静岡県）
- 伊豆中央道（静岡県）

### 国道138号
- 東富士五湖道路（山梨県 - 静岡県）
- 須走道路（静岡県）
- 御殿場バイパス（静岡県）

### 国道139号
- 西富士道路（静岡県）

### 国道140号
- 花園バイパス（埼玉県）
- 西関東連絡道路（埼玉県 - 山梨県）
  - 皆野寄居バイパス（埼玉県）

### 国道145号
- 八ッ場バイパス
- 長野原バイパス

### 国道150号
- 清水バイパス（静岡県）
- 静岡バイパス（静岡県）
  - 新日本坂トンネル
- 焼津バイパス（静岡県）
- 金谷御前崎連絡道路（南遠道路）（静岡県）
- 磐南バイパス（静岡県）
- 掛塚バイパス（静岡県）
- 遠州大橋（静岡県）

### 国道152号
- 高遠バイパス
- 相月バイパス

### 国道153号
- 豊田西バイパス（愛知県）
- 豊田北バイパス（愛知県）
- 足助バイパス（愛知県）
- 飯田バイパス（長野県）
- 伊南バイパス（長野県）
- 伊那バイパス（長野県）
- 箕輪バイパス（長野県）

### 国道155号
- 西知多産業道路（愛知県）
- 太田川バイパス（愛知県）
- 豊田南バイパス（愛知県）
- 小牧一宮バイパス（愛知県）
- 一宮バイパス（愛知県）
- 弥富バイパス（愛知県）

### 国道156号
- 岐阜東バイパス（岐阜県）

### 国道157号
- 鶴来バイパス（石川県）
- 大野バイパス（福井県）
- 日当平野バイパス（岐阜県）

### 国道158号
- E67 中部縦貫自動車道（長野県 - 福井県）
  - 永平寺大野道路（福井県）
  - 油坂峠道路（福井県 - 岐阜県）
  - 高山清見道路（岐阜県）
  - 安房峠道路（岐阜県 - 長野県）

### 国道159号
- 金沢東部環状道路（石川県）
- 津幡バイパス（石川県）
- 鹿島バイパス（石川県）

### 国道160号
- 氷見バイパス（富山県）

### 国道161号
- マキノ拡幅（滋賀県）
- 湖北バイパス（滋賀県）
- 高島バイパス（滋賀県）
- 小松拡幅（滋賀県）
- 志賀バイパス（滋賀県）
- 湖西道路（滋賀県）
- 西大津バイパス（滋賀県）

### 国道163号
- 南河路バイパス（三重県）

### 国道165号
- 大和高田バイパス（奈良県）

### 国道166号
- 南阪奈道路（大阪府 - 奈良県）

### 国道168号
- 五條新宮道路
- 一分バイパス（奈良県）

### 国道169号
- 不動バイパス（奈良県 - 和歌山県）

### 国道170号
- 大阪外環状線（大阪府）

### 国道179号
- 奥津―上斎原バイパス

### 国道180号
- 岡山西バイパス（岡山県）（一部開通）
- 総社一宮バイパス（岡山県）
- 米子バイパス（鳥取県）

### 国道188号
- 岩国南バイパス（山口県）（一部開通、事業中）
- 柳井バイパス（山口県）（一部開通、事業中）
- 下松バイパス（山口県）

### 国道190号
- 阿知須バイパス（山口県）
- 床波バイパス（山口県）
- 厚東川バイパス（山口県）
- 小野田バイパス（山口県）

### 国道191号
- 下関北バイパス（山口県）
- 萩・三隅道路（山口県）

### 国道192号
- 徳島南環状道路（徳島県）（一部開通）

### 国道193号
- 空港通り（香川県）
- 倉羅バイパス（徳島県）
- 出合大戸バイパス（徳島県）

### 国道194号
- 寒風山トンネル（高知県 - 愛媛県）

### 国道195号
- 高知バイパス（高知県）
- 南国バイパス（高知県）
- 出合大戸バイパス（徳島県）
- 橘バイパス（徳島県）

### 国道196号
- E76 今治小松自動車道（愛媛県）
- 松山北条バイパス（愛媛県）

### 国道197号
- 八幡浜道路（愛媛県）
- 名坂道路（愛媛県）
- 佐賀関バイパス（大分県）
- 大分東バイパス（大分県）
- 大分南バイパス（大分県）

### 国道200号
- 直方バイパス（福岡県）
- 飯塚バイパス（福岡県）
- 冷水道路（福岡県）
  - 冷水トンネル

## 一般国道（201 - 300）

### 国道201号
- 福岡東バイパス（福岡県）
- 八木山バイパス（福岡県）
- 飯塚庄内田川バイパス（福岡県）

### 国道202号
- 福岡外環状道路（福岡県）
- 今宿道路（福岡県）
- 二丈浜玉道路（福岡県）

### 国道203号
- 厳木バイパス（佐賀県）
- 東多久バイパス（佐賀県）

### 国道204号
- 佐志バイパス（佐賀県）
- 唐房バイパス（佐賀県）
- 松浦バイパス（長崎県）

### 国道205号
- 針尾バイパス

### 国道206号
- 川平有料道路
- 日並バイパス

### 国道207号
- 中村バイパス
- 鹿島バイパス
- 長田バイパス

### 国道208号
- 玉名バイパス（熊本県）
- 有明海沿岸道路（福岡県 - 佐賀県）
  - 大牟田高田道路（福岡県）（一部開通）
  - 高田大和バイパス（福岡県）（一部開通）
  - 大川バイパス（福岡県）（一部開通）

### 国道209号
- 津福バイパス（福岡県）

### 国道210号
- 浮羽バイパス（福岡県）
- 日田バイパス（大分県）
- 木上バイパス（大分県）

### 国道217号
- 臼津バイパス（大分県）
- 藤原バイパス（大分県）
- 熊崎バイパス（大分県）
- 千怒日見バイパス（大分県）（建設中）
- 佐伯弥生バイパス（大分県）

### 国道218号
- 矢部バイパス（熊本県）
- 五ヶ瀬バイパス（宮崎県）
- 津花バイパス（宮崎県）
- 高千穂バイパス（宮崎県）
- 高千穂日之影道路（宮崎県）（未開通）
- 日之影バイパス（宮崎県）
- 北方延岡道路（宮崎県）

### 国道219号
- 園元バイパス（宮崎県）（未開通）
- 春田バイパス（宮崎県）
- 広瀬バイパス（宮崎県）（未開通）

### 国道220号
- 宮崎南バイパス（宮崎県）
- 青島バイパス（宮崎県）
- 鹿屋バイパス（鹿児島県）
- 古江バイパス（鹿児島県）

### 国道227号
- 大野新道（北海道）

### 国道228号
- 函館江差自動車道（北海道）
- 木古内バイパス（北海道）

### 国道230号
- 花石道路（渡島半島横断道路）（北海道）

### 国道232号
- 天塩バイパス（北海道）（未開通）

### 国道233号
- E62 深川留萌自動車道（北海道）

### 国道234号
- 追分バイパス（北海道）
- 志文バイパス（北海道）

### 国道235号
- E63 日高自動車道（北海道）

### 国道237号
- 上富良野バイパス（北海道）

### 国道238号
- 常呂バイパス（北海道）
- 紋別バイパス（北海道）
- 枝幸バイパス（北海道）

### 国道241号
- 帯広北バイパス（北海道）

### 国道242号
- 池田バイパス（北海道）

### 国道246号
- 東京・横浜バイパス（東京都 - 神奈川県）
- 大和厚木バイパス（神奈川県）
- 厚木秦野道路（神奈川県）（事業中）
- 山北バイパス（神奈川県）
- 裾野バイパス（静岡県）

### 国道247号
- 西知多産業道路（愛知県）（一部国道155号と重複）
- 常滑バイパス（愛知県）（一部国道155号と重複）[要出典]
- 常滑 - 美浜バイパス（愛知県）
- 中央バイパス（愛知県）
- 小坂井バイパス（愛知県）

### 国道248号
- 幸田バイパス（愛知県）
- 瀬戸東バイパス（愛知県）
- 可児バイパス（岐阜県）
- 太田バイパス（岐阜県）
- 関バイパス（関市）
- 岐阜東バイパス（岐阜県）（国道156号重複）

### 国道249号
- 藤橋バイパス（石川県）
- 七尾田鶴浜バイパス（石川県）
- 松波鵜島バイパス（石川県）
- 輪島バイパス（石川県）
- 荒屋バイパス（石川県）

### 国道250号
- 明姫幹線（兵庫県）
- 飾磨バイパス（兵庫県）

### 国道252号
- 坂本バイパス（福島県）
- 塔寺バイパス（福島県）

### 国道253号
- 上越三和道路（新潟県）
- 三和安塚道路（新潟県）
- 松代道路（新潟県）
- 十日町道路（新潟県）
- 八箇峠道路（新潟県）

### 国道254号
- 和光富士見バイパス（埼玉県）
- 富士見川越バイパス（埼玉県）
- 川越バイパス（埼玉県）
- 川島バイパス（埼玉県）
- 東松山バイパス（埼玉県）
- 唐子バイパス（埼玉県）
- 嵐山バイパス（埼玉県）
- 小川バイパス（埼玉県）
- 猪俣バイパス（埼玉県）
- 児玉バイパス（埼玉県）
- 藤岡バイパス（埼玉県）
- 富岡バイパス（群馬県）
- 馬山バイパス（群馬県）
- 平賀バイパス（長野県）
- 松本トンネル有料道路（長野県）

### 国道256号
- 岩崎・粟野バイパス（岐阜県）
- 佐賀・粟野バイパス（岐阜県）
- 高富バイパス（岐阜県）

### 国道257号
- 住吉バイパス（静岡県）
- 中津川有料道路（岐阜県）

### 国道259号
- 田原バイパス（愛知県）
- 植田バイパス（愛知県）

### 国道260号
- 志摩バイパス（三重県）
- 南島バイパス（三重県）
- 錦峠道路（三重県）

### 国道263号
- 三瀬トンネル有料道路（福岡県 - 佐賀県）

### 国道266号
- 高戸バイパス
- 大矢野バイパス
- 城南バイパス
- 熊本浜線バイパス

### 国道267号
- 東郷バイパス（鹿児島県）
- 久七峠バイパス（熊本県 - 鹿児島県）

### 国道269号
- 高須バイパス（鹿児島県）
- 西原バイパス（鹿児島県）
- 梅谷バイパス（宮崎県）
- 加納バイパス（宮崎県）
- 天満バイパス（宮崎県）

### 国道270号
- 宮崎バイパス（鹿児島県）

### 国道274号
- 札幌新道（北海道）

### 国道275号
- 雁来バイパス（北海道）

### 国道276号
- 岩内共和道路（北海道）（未開通）

### 国道277号
- 雲石峠道路（北海道）（未開通）

### 国道278号
- 尾札部バイパス（北海道）
- 南茅部バイパス（北海道）

### 国道279号
- 大間バイパス（青森県）
- 大畑バイパス（青森県）
- むつバイパス（青森県）
- 横浜バイパス（青森県）
- 下北半島縦貫道路（青森県）
  - むつ南バイパス（青森県）
  - 吹越バイパス（青森県）
  - 有戸北バイパス（青森県）
  - 有戸バイパス（青森県）
  - 野辺地バイパス（青森県）

### 国道280号
- 今別バイパス（青森県）
- 内真部バイパス（青森県）
- 平舘バイパス（青森県）

### 国道281号
- 沼宮内バイパス（岩手県）
- 葛巻バイパス（岩手県）（未開通）
- 川井バイパス（岩手県）
- 大川目バイパス（岩手県）

### 国道282号
- 一本木バイパス（岩手県）（未開通）
- 西根バイパス（岩手県）
- 鹿角八幡平バイパス（秋田県）
- 錦木バイパス（秋田県）

### 国道283号
- 仙人峠道路（岩手県）（東北横断自動車道釜石秋田線に並行）
- 遠野バイパス（岩手県）
- 土沢バイパス（岩手県）
- 花巻バイパス（岩手県）

### 国道284号
- 薄衣バイパス（岩手県）
- 千厩バイパス（岩手県）
- 新月バイパス（宮城県）

### 国道285号
- 五城目バイパス（秋田県）
- 米内沢バイパス（秋田県）

### 国道286号
- 長町バイパス（宮城県）
- 生出バイパス（宮城県）
- 赤石バイパス（宮城県）
- 小野バイパス（宮城県）
- 川崎バイパス（宮城県）

### 国道287号
- 長井南バイパス（山形県）
- 長井バイパス（山形県）
- 森バイパス（山形県）
- 畔藤バイパス（山形県）
- 和合バイパス（山形県）
- 左沢バイパス（山形県）

### 国道288号
- 富久山バイパス（福島県）
- 郡山東バイパス（福島県）
- 三春西バイパス（福島県）
- 三春バイパス（福島県）
- 船引バイパス（福島県）
- 都路バイパス（福島県）

### 国道289号
- 新潟西バイパス（新潟県）
- 巻バイパス（新潟県）
- 燕北バイパス（新潟県）
- 八十里越 （新潟県 - 福島県)（事業中）
- 駒止バイパス（福島県）
- 田島バイパス（福島県）
- 甲子道路（福島県）
- 棚倉バイパス（福島県）
- 荷路夫バイパス（福島県）
- 常磐バイパス（福島県）

### 国道290号
- 栃尾東バイパス（新潟県）

### 国道293号
- 常陸太田東バイパス（茨城県）
- 馬頭バイパス（栃木県）
- 志鳥バイパス（栃木県）
- 鹿子畑バイパス（栃木県）
- 氏家バイパス（栃木県）
- 西根バイパス（栃木県）
- 鹿沼南バイパス（栃木県）
- 葛生バイパス（栃木県）

### 国道294号
- 常総バイパス（茨城県）
- 八木岡バイパス（栃木県）
- 真岡バイパス（栃木県）
- 白河バイパス（福島県）
- 天栄バイパス（福島県）
- 江花バイパス（福島県）

### 国道296号
- 新空港バイパス（千葉県）
- 佐倉バイパス（千葉県）
- 八千代バイパス（千葉県）

### 国道297号
- 大多喜バイパス（千葉県）
- 市原バイパス（千葉県）

### 国道299号
- 茅野有料道路（長野県）（無料開放）
- 芹ヶ沢バイパス（長野県）
- 本郷バイパス（長野県）
- 黒海土バイパス（埼玉県）
- 飯能狭山バイパス（埼玉県）
- 所沢入間バイパス（埼玉県）

## 一般国道（301 - 400）

### 国道303号
- 川上バイパス（岐阜県）
- 八草バイパス（岐阜県）
- 金居原バイパス（滋賀県）
- 塩津バイパス（国道8号重複）
- 湖北バイパス（国道161号重複）

### 国道304号
- 月浦バイパス（石川県）
- 東原バイパス（石川県）
- 高窪バイパス（富山県）

### 国道307号
- 日野水口有料道路（滋賀県）
- 信楽道路（滋賀県）
- 長野バイパス（滋賀県）
- 奥山田バイパス（京都府）
- 裏白バイパス（京都府）
- 宇治田原バイパス（京都府）
- 青谷道路（京都府）
- 田辺バイパス（京都府）

### 国道308号
- E92 第二阪奈有料道路（大阪府 - 奈良県）
- 阪奈道路（奈良県・奈良県道1号奈良生駒線重複区間）
- 大宮道路（奈良県）

### 国道309号
- 河南赤阪バイパス（大阪府）

### 国道311号
- 曽根梶賀バイパス（三重県）

### 国道312号
- E95 播但連絡道路（兵庫県）
- 日高バイパス（兵庫県）
- 比治山バイパス（京都府）

### 国道313号
- 神辺バイパス（広島県-岡山県）
- 高屋バイパス（岡山県）
- 北房バイパス（岡山県）
- 垂水バイパス（岡山県）
- 禾津 - 下湯原バイパス（岡山県）
- 湯本バイパス（岡山県）
- 熊居バイパス（岡山県）
- 北条湯原道路
  - 犬挟峠道路（岡山県 - 鳥取県）
  - 倉吉道路（鳥取県）
  - 北条倉吉道路（鳥取県）

### 国道314号
- 東城バイパス（広島県）

### 国道317号
- 藤野バイパス（愛媛県）
- 今治玉川バイパス（愛媛県）
- 青影バイパス（広島県）
- E76 西瀬戸自動車道（広島県 - 愛媛県）
  - 大島道路（愛媛県）
  - 生口島道路（広島県）

### 国道319号
- 善通寺バイパス（香川県）
- 法皇バイパス（愛媛県）

### 国道325号
- 田原バイパス（宮崎県）

### 国道329号
- 名護横断道路（沖縄県）
- 宜野座バイパス（沖縄県）
- 金武バイパス（沖縄県）
- 石川バイパス（沖縄県）
- 与那原バイパス（沖縄県）
- 南風原バイパス（沖縄県）
- 那覇東バイパス（沖縄県）

### 国道330号
- 西原バイパス（沖縄県）
- バイパス（沖縄県）

### 国道331号
- 小禄バイパス（沖縄県）
- 豊見城道路（沖縄県）
- 糸満道路（沖縄県）
- 名城バイパス（沖縄県）
- 港川バイパス（沖縄県）
- 百名バイパス（沖縄県）
- 二見バイパス（沖縄県）

### 国道333号
- 旭峠道路（北海道）
- ルクシ峠道路（北海道）

### 国道337号
- 道央圏連絡道路（北海道）

### 国道338号
- 大湊バイパス（青森県）
- 六ヶ所バイパス（青森県）

### 国道339号
- 板柳バイパス（青森県）
- 中里バイパス（青森県）
- 市浦バイパス（青森県）

### 国道340号
- 世田米バイパス（岩手県）（国道107号重複）
- 赤羽根バイパス（岩手県）
- 遠野バイパス（岩手県）（国道283号重複）
- 茂市バイパス（岩手県）
- 刈屋バイパス（岩手県）
- 小川バイパス（岩手県）
- 観音林バイパス（岩手県）

### 国道341号
- 生保内バイパス（秋田県）

### 国道342号
- 増田バイパス（秋田県）
- 厳美バイパス（岩手県）
- 花泉バイパス（岩手県）

### 国道343号
- 猿沢バイパス（岩手県）
- 大原バイパス（岩手県）
- 矢作バイパス（岩手県）
- 竹駒バイパス（岩手県）

### 国道345号
- 鶴岡南バイパス（山形県）
- 藤島バイパス（山形県）

### 国道346号
- 鹿島台バイパス（宮城県）
- 涌谷バイパス（宮城県）（一部。国道108号重複）
- 東和バイパス（宮城県）

### 国道347号
- 大久保バイパス（山形県）

### 国道349号
- 那珂バイパス（茨城県）
- 太田南バイパス（茨城県）
- 町屋バイパス（茨城県）
- 中里バイパス（茨城県）
- 鮫川バイパス（福島県）
- 小野バイパス（福島県）
- 船引バイパス（福島県）
- 月舘バイパス（福島県）
- 御代田バイパス（福島県）
- 掛田バイパス（福島県）
- 梁川バイパス（福島県）

### 国道350号
- 新潟港道路万代島1号（新潟県）
- 両津バイパス（新潟県）
- 国仲バイパス（新潟県）
- 佐和田バイパス（新潟県）

### 国道353号
- 山口バイパス（群馬県）
- 鯉沢バイパス（一部国道17号）（群馬県）
- 二居道路（国道17号重複）（新潟県）
- 松之山バイパス（新潟県）
- 石黒バイパス（新潟県）

### 国道354号
- 東毛広域幹線道路（群馬県）
  - 高崎玉村バイパス
  - 玉村バイパス
  - 境バイパス
  - 太田バイパス
  - 大泉邑楽バイパス
  - 館林バイパス
  - 板倉バイパス
- 板倉北川辺バイパス（群馬県・埼玉県）
- 境岩井バイパス（茨城県・一部開通）
- 岩井バイパス（茨城県）
- 岩井水海道バイパス（茨城県）
- 谷田部バイパス（茨城県）
- 土浦バイパス（茨城県）
- 北浦バイパス（茨城県）
- 大蔵バイパス（茨城県）

### 国道355号
- 牛堀麻生バイパス（茨城県）
- 石岡岩間バイパス（茨城県）
- 岩間バイパス（茨城県）
- 宍戸バイパス（茨城県）

### 国道356号
- 銚子バイパス（千葉県）
- 小見川東庄バイパス（千葉県）
- 佐原バイパス（千葉県）
- 下総神崎バイパス（千葉県）
- 安食バイパス（千葉県）
- 印西バイパス（千葉県）
- 我孫子バイパス（千葉県）

### 国道359号
- 婦中バイパス（富山県）
- 婦中西バイパス（富山県）
- 砺波東バイパス（富山県）
- 津沢バイパス（富山県）
- 月浦バイパス（石川県）（国道304号重複）

### 国道361号
- 地蔵峠道路（長野県）
- 権兵衛峠道路（長野県）

### 国道362号
- 本坂トンネル道路（愛知県 - 静岡県）

### 国道363号
- 陶バイパス（岐阜県）

### 国道365号
- 員弁バイパス（三重県）

### 国道366号
- 半田大府バイパス(愛知県)

### 国道367号
- 八瀬バイパス（京都府）
- 葛川バイパス（滋賀県）
- 途中谷バイパス（滋賀県）

### 国道368号
- 上野名張バイパス

### 国道369号
- 榛原バイパス
- 栂坂バイパス

### 国道370号
- 阪井バイパス（和歌山県）（建設中）
- 美里バイパス（和歌山県）（一部開通）
- 小西毛原拡幅（和歌山県）
- 学文路バイパス (和歌山県）

### 国道371号
- 石仏バイパス（大阪府）（一部開通）
- 橋本バイパス（和歌山県）（一部開通）
- 広井原バイパス（和歌山県）
- 宮代バイパス（和歌山県）
- 龍神四バイパス（和歌山県）（一部開通）
- 温川バイパス（和歌山県）
- 一枚岩バイパス（和歌山県）
- 相瀬バイパス（和歌山県）

### 国道373号
- 志戸坂峠道路（岡山県 - 鳥取県）

### 国道375号
- 広バイパス（呉市）
- E75 東広島呉自動車道（事業中）
- 御薗宇バイパス（東広島市）
- 福富バイパス（東広島市）
- 豊栄バイパス（事業中）
- 作木大和道路（三次市 - 美郷町）
- 邑智バイパス（美郷町）

### 国道382号
- どう坂バイパス（長崎県）
- 大久保バイパス（長崎県）

### 国道385号
- 三橋大川バイパス（福岡県）
- 三田川バイパス（佐賀県）
- 東脊振バイパス（佐賀県）
- 五ヶ山バイパス（福岡県）

### 国道386号
- 朝倉バイパス（福岡県）

### 国道390号
- 石垣バイパス（沖縄県）
- 平良バイパス（沖縄県）

### 国道391号
- 弟子屈バイパス（国道243号重複）（北海道）

### 国道395号
- 観音林バイパス（岩手県）（一部国道340号と重複）
- 軽米バイパス（岩手県）
- 大野バイパス（岩手県）

### 国道396号
- 乙部バイパス（岩手県）
- 佐比内バイパス（岩手県）
- 大迫バイパス（岩手県）
- 達曽部バイパス（岩手県）
- 小峠道路（岩手県）

### 国道398号
- 仮屋バイパス（宮城県）
- 大湯道路（秋田県）

### 国道399号
- 中島バイパス（福島県）
- 津島バイパス（福島県）
- 飯坂バイパス（福島県）

### 国道400号
- 大田原西那須野バイパス（栃木県）
- 下塩原バイパス（栃木県）
- 中塩原バイパス（栃木県）
- 田島バイパス（福島県）
- 杉峠バイパス（福島県）

## 一般国道（401 - 507）

### 国道401号
- 土出戸倉バイパス（群馬県）
- 椎坂バイパス

### 国道403号
- 亀田バイパス（新潟県）
- 新津バイパス（新潟県）
- 小須戸田上バイパス（新潟県）（未開通）
- 小千谷バイパス（新潟県）
- 西小千谷バイパス（新潟県）
- 大白倉バイパス（新潟県）（一部開通）

### 国道407号
- 妻沼バイパス（埼玉県）
- 東松山バイパス（埼玉県）
- 坂戸バイパス（埼玉県）
- 日高バイパス（埼玉県）（一部開通）
- 鶴ヶ島日高バイパス（埼玉県）

### 国道408号
- つくばバイパス(茨城県)
- 常総バイパス(茨城県・栃木県)
- 真岡バイパス（栃木県）（一部開通）
- 真岡北バイパス（栃木県）
- 真岡宇都宮バイパス（栃木県）（事業中）
- 宇都宮高根沢バイパス（栃木県）（事業中）

### 国道410号
- 北条バイパス（千葉県）
- 安馬谷バイパス（千葉県）
- 久留里馬来田バイパス（千葉県）

### 国道411号
- 新滝山街道

### 国道412号
- 半原バイパス（神奈川県）

### 国道414号
- E70 伊豆縦貫自動車道
  - 河津下田道路（静岡県）（未開通）
- 静浦バイパス（静岡県）（未開通）

### 国道415号
- 羽咋バイパス（石川県）
- 鞍川バイパス（富山県）

### 国道417号
- 徳山バイパス（岐阜県）
- 冠山峠道路（岐阜県 - 福井県）
- 河内田代バイパス（福井県）
- 青野鎌坂バイパス（福井県）（建設中）

### 国道418号
- 丸山バイパス (岐阜県) (建設中)

### 国道419号
- 衣浦豊田道路（愛知県）

### 国道421号
- 石榑峠道路（三重県 - 滋賀県）
- 佐目バイパス（滋賀県）（未開通）

### 国道423号
- 箕面グリーンロード（大阪府）

### 国道424号
- 甲斐ノ川バイパス（和歌山県）
- 美山金屋バイパス（和歌山県）
- 修理川バイパス（和歌山県）
- 木津バイパス（和歌山県）（計画中）
- 打田桃山バイパス（和歌山県）

### 国道425号
- 寺垣内バイパス（奈良県）
- 蕨尾バイパス（奈良県）
- 広井原バイパス（和歌山県）（国道371号重複）
- 宮代バイパス（和歌山県）（国道371号重複）
- 福井バイパス（和歌山県）（建設中）
- 甲斐ノ川バイパス（和歌山県）（国道424号重複）
- 切目川バイパス（和歌山県）（一部開通）

### 国道429号
- 倉敷 - 総社バイパス
- 旭バイパス
- 休乢トンネル
- とりがたわ道路
- 神子畑バイパス

### 国道438号
- 上八万バイパス（徳島県）（一部開通）
- 府能バイパス（徳島県）
- 飯山バイパス（香川県）

### 国道439号
- 上八万バイパス（徳島県）（一部開通）（国道438号重複）
- 府能バイパス（徳島県）（国道438号重複）
- 京上バイパス（徳島県）

### 国道440号
- 地芳道路（高知県 - 愛媛県）

### 国道443号
- 三橋瀬高バイパス（福岡県）
- 山川バイパス（福岡県）（一部開通）
- 土山バイパス（熊本県）

### 国道445号
- 熊本浜線バイパス
- 泉相良バイパス

### 国道449号
- 本部南道路（沖縄県）
- 名護バイパス（沖縄県）

### 国道451号
- 滝新バイパス（北海道）

### 国道455号
- 北山バイパス（岩手県）
- 早坂峠道路（岩手県）
- 小川バイパス（岩手県）（国道340号重複）

### 国道456号
- 関口バイパス（岩手県）

### 国道457号
- 根白石バイパス（宮城県）

### 国道458号
- 本合海バイパス（山形県）
- 長谷堂バイパス（山形県）

### 国道459号
- 横雲バイパス（新潟県）
- 阿賀野バイパス（新潟県）
- 二本松バイパス(福島県)

### 国道460号
- 新津東バイパス（新潟県）
- 臼井バイパス（新潟県）
- 巻南バイパス（新潟県）

### 国道461号
- 船生バイパス（栃木県）
- 大田原市奥沢バイパス（栃木県）
- 大子バイパス（茨城県）

### 国道463号
- 越谷浦和バイパス（埼玉県）
- 浦和所沢バイパス（埼玉県）
- 所沢入間バイパス（埼玉県）

### 国道464号
- 粟野バイパス（千葉県）
- 北千葉道路 （千葉県）

### 国道472号
- 婦中バイパス（富山県）（一部開通）
- 三尾河バイパス（岐阜県）（未開通）（国道257号重複）
- 飛騨美濃道路（岐阜県）

### 国道473号
- 岡崎額田バイパス（愛知県）
- 金谷御前崎連絡道路（金谷相良道路 - 相良バイパス）（静岡県）

### 国道480号
- 父鬼バイパス（大阪府）
- 鍋谷峠道路（大阪府 - 和歌山県）
- 平道路（和歌山県）
- 梨子ノ木バイパス（和歌山県）
- 三田バイパス（和歌山県）
- 岩野河バイパス（和歌山県）
- 長谷川バイパス（和歌山県）
- 須谷バイパス（和歌山県）

### 国道486号
- まきびバイパス（岡山県）
- 高屋バイパス（岡山県）
- 神辺バイパス（広島県）
- 市バイパス（広島県）

### 国道487号
- 警固屋音戸バイパス（広島県）
- 藤脇バイパス（広島県）
- 小用バイパス（広島県）（一部開通）

### 国道490号
- 小郡萩道路（山口県）（一部開通）
  - 美東大田道路（山口県）（一部開通）
  - 大田絵堂道路（山口県）（事業中）

### 国道491号
- 長門・俵山道路（山口県）（事業中）

### 国道493号
- 北川奈半利道路（高知県）（一部開通）

### 国道498号
- 若木バイパス（佐賀県）
- 大坪バイパス（佐賀県）
- 松浦バイパス（佐賀県）

### 国道504号
- 百引バイパス（鹿児島県）
- 北薩横断道路（鹿児島県）（一部開通）
  - 北薩空港道路 - 薩摩道路 - 広瀬道路 - 泊野道路 - 紫尾道路

### 国道507号
- 津嘉山バイパス（沖縄県）